# Agamede (Tochter der Makaria)
Agamede (altgriechisch Ἀγαμήδη Agamḗdē) ist in der griechischen Mythologie die eponyme Heroine des Ortes Agamede auf der Insel Lesbos.
Nach Stephanos von Byzanz ist sie die Tochter der Makaria oder der Pyrrha, nach der die in der Nähe liegende Ortschaft Pyrrha benannt worden sein soll. Nach Nikolaos von Damaskus gab es auf Lesbos auch eine Quelle ihres Namens.